# 皮爾灣
72°1′S 98°58′W / 72.017°S 98.967°W
皮爾灣（英語：Peale Inlet），是南極洲的海灣，位於埃爾斯沃思地，處於諾維爾半島以西的瑟斯頓島北面，長30公里，在1946年12月根據美國海軍拍攝的空中照片繪入地圖，現時由南極條約體系管理。